# (3232) Brest
Pour les articles homonymes, voir Brest (homonymie).
(3232) Brest est un astéroïde de la ceinture principale, découvert le 19 septembre 1974 par Lioudmila Tchernykh à l'observatoire d'astrophysique de Crimée.
Il est nommé en référence à la ville biélorusse de Brest, connue dans le passé sous le nom de Brest-Litovsk.